# 首要型都市

標為紅色的國家地區，不存在首要型都市。

首要型都市是指在一个国家或地区的城市等级体系中，规模最大且不成比例地大于其他城市的城市。這一概念於1939年由地理學家馬克·傑佛森（M．Jefferson）在《城市首位律》（law of the primate city）中提出，他定義的首位城市是「規模至少兩倍於第二大城市，重要性大於第二大城市的兩倍」。這種城市往往有主導一個國家人口、政治、經濟、文化的影響力。

## 例子
在發展中國家，首要型都市較為常見，例如墨西哥首都墨西哥城、泰國首都曼谷、伊拉克首都巴格達、伊朗首都德黑蘭、埃及首都開羅、柬埔寨首都金邊、蒙古首都烏蘭巴托、馬來西亞首都吉隆坡、阿根廷首都布宜諾斯艾利斯、智利首都聖地牙哥等；發達國家亦不乏此例，例如韓國首都首爾，而歐洲多國亦十分普遍，包括英國首都倫敦、法國首都巴黎、希臘首都雅典、捷克首都布拉格、奧地利首都維也納、冰島首都雷克雅維克、芬蘭首都赫爾辛基、丹麥首都哥本哈根等。首位都市揭示出國家城市化水平差異大、城市發展不平衡的現象，容易導致繁忙時間交通堵塞、各種污染、住屋不足等城市問題。
當然，部分國家第一和第二大城市人口、影響力相近，不存在首位城市。這類國家的例子有越南、美國、加拿大、德國、南非、義大利、瑞士、印度、西班牙、巴基斯坦、荷蘭、巴西、俄羅斯、沙烏地阿拉伯、阿聯、以色列、喀麥隆、波蘭、哈薩克、厄瓜多、摩洛哥、臺灣、中國，而這些國家至少有兩個主要城市。
有些國家的首都並不是第一大城市，所以在政治影響力算入之情況上這些國家都不存在首要型都市，但若排除政治部分，有些國家的第一大城在人口、經濟、文化上的影響上，仍遠遠勝過首都及第二大城。例如緬甸的仰光（首都在奈比多）、貝南的柯托努（首都在新港）、奈及利亞的拉哥斯（首都在阿布加）、土耳其的伊斯坦堡（首都在安卡拉）、斯里蘭卡的可倫坡（首都在科特）。
有些國家的兩大城市雖然在人口上有相當大的差異，但因為第二大城在城市規模、經濟、文化上的發展也具有一定的影響力。所以該類型的國家也沒有首要型都市。例如日本首都東京（人口967萬）與關西最大城市大阪（人口269.1萬）、紐西蘭首都威靈頓（人口43.61萬）及第一大城奧克蘭（人口165.7萬）

## 首位度
首位度（英語：Urban primacy）是用于测量城市的区域主导性的指标，它反映区域城镇规模序列中的顶头城市的优势性，通常可以反映地区内资源分布的均衡程度。一般用一个地区内最大城市与第二大城市的人口规模之比来表示这个最大城市的首位度：{\displaystyle S={\frac {P_{1}}{P_{2}}}}，式中S为首位度，P1、P2分别为地区内第一大城市、第二大城市的人口。

### 扩展
两城指数存在一些缺陷，当一个地区内存在规模相当的两座城市（例如中国广东省内的广州和深圳）时，首位度就没有太大参考意义。因此，在首位度（为便于区分也称“两城指数”），又衍生出了“四城指数”和“十一城指数”等：
- 四城指数：{\displaystyle S={\frac {P_{1}}{P_{2}+P_{3}+P_{4}}}}
- 十一城指数：{\displaystyle S={\frac {2P_{1}}{P_{2}+P_{3}+P_{4}+\cdots +P_{11}}}}